# Europastraße 429
Die Europastraße 429 (Abkürzung: E 429) ist eine relativ kurze Europastraße (75 km), die in west-östlicher Richtung die belgischen Provinzen Hennegau und Flämisch-Brabant verbindet. Die E 429 beginnt am Autobahndreieck Tournai. Auf der Strecke der Autobahn 8 führt an Frasnes-lez-Buissenal, an Ath und Lessines vorbei. Die E 429 passiert Enghien und erreicht bei Halle die Autobahn 7 (E 19) und endet dort. 
Die E 429 verläuft ausschließlich durch Belgien.